# 野牛あかね
野牛 あかね（やぎゅう あかね、1983年3月7日 - ）は、日本のフリーアナウンサー。TBSスパークルに所属する。

## 来歴
神奈川県川崎市出身。神奈川県立生田高等学校、中央大学法学部政治学科卒業。学生時代には、東京ドームのボールガールと横浜スタジアムのマスコットガールを務めていた。
2005年4月から東京地方裁判所の事務官を務めた後、2006年11月に岩手めんこいテレビ (mit) のアナウンサーになる。同局では主に報道番組を担当。また、在籍中には高校野球特別番組『花巻東の軌跡』を制作し、岩手県ゆかりのプロ野球選手たちの番記者も務めるなど、野球関連の業務にも携わっていた。2010年3月末からは、産休に入る千葉絢子に代わって『mitスーパーニュース』のキャスターを務めていた。
2014年3月に岩手めんこいテレビを退社した後、同年12月から2017年3月までテレビ山梨 (UTY) のアナウンサーを務めていた。
その後はキャスト・プラス所属のフリーアナウンサーになり、2017年4月から1年間テレビ埼玉 (TVS) の契約アナウンサーを務めていた。またそれと並行して、インターネットテレビの番組にも出演していた。
2018年には、キャスト・プラスに加えてWalking Beautyにも所属する。また、キャスト・プラスがTBSスパークルの一部門になったことにより、2019年1月からTBSスパークルに所属となる。

## 人物
スポーツ全般が得意。特にクラシックバレエは幼少期に習い始めて以来続けており、2010年代には平真美クラシックバレエ教室の講師も務めている。また、中学時代には川崎市中学校総合体育大会の水泳競技に出場し、200メートルバタフライで優勝している。他にゴルフ、スキー、スノーボードなども嗜み、岩手めんこいテレビ時代やテレビ山梨時代のアナウンサーブログにはそれらを楽しむ様子の写真を掲載していた。
趣味は豚骨ラーメン食べ歩き、韓流ドラマ鑑賞・韓国語など。所有する資格は行政書士、日商簿記2級。愛車はスーパーカブで、「十兵衛号」と名付けている。
現在、動画制作会社カタルチアで動画制作、ナレーション、動画出演をしている。

## 担当番組

### 岩手めんこいテレビ
- mitスーパーニュース - 天気予報担当 → キャスター（2010年3月 - 2013年12月）
- mitニュース
- めざましテレビ（フジテレビ） - 岩手中継担当
- FNSソフト工場（フジテレビ） - めんこいテレビ制作回「ことわざは一見に如かず〜ことわざ実証バラエティー〜」司会
- 山・海・漬
- 釣りクラ - リポーター
- 金谷嶺孝のゴルフメソッド - リポーター

### テレビ山梨
- UTYニュースの星 - メインキャスター（2015年1月 - 2015年12月）
- ウッティタウン6丁目 - 中継リポーター（2016年1月 - 2017年3月）
- 各種スポーツ中継 - 中継リポーター

### フリー転向後
- ニュース930（テレビ埼玉） - 金曜・土曜・日曜メインキャスター
- TVSライオンズアワー（テレビ埼玉） - ベンチリポーター（2017年4月 - ）。テレビ埼玉との契約満了後にも引き続き出演。
- ピタットTV（占いTV） - 水曜アシスタント（2017年7月 - 2018年6月）
- 埼玉県高校野球ダイジェスト 2017（テレビ埼玉） - キャスター
- 競輪中継（SPEEDチャンネル） - 前橋競輪中継、たちかわ競輪中継でのレギュラーアシスタント（2018年4月 - 2019年3月）